# Hospital Severo Ochoa (stanice metra v Madridu)
Hospital Severo Ochoa (plným názvem španělsky Estación de Hospital Severo Ochoa) je stanice metra v Madridu, která se nachází v jižní aglomeraci města. Stanice má výstup do ulic Avenida de Orellana a Avenida de Fuenlabrada ve městě Leganés.
Jedná se o stanici linky metra 12. Stanice je pojmenována po blízké nemocnici Hospital Severo Ochoa. Ta je pojmenovaná po španělském lékaři Severuo Ochoovi.
Stanice vznikla v rámci výstavby linky 12 a byla otevřena 11. dubna 2003 zároveň s celou linkou. Stanice se nachází v tarifní zóně B1.

## Fotogalerie

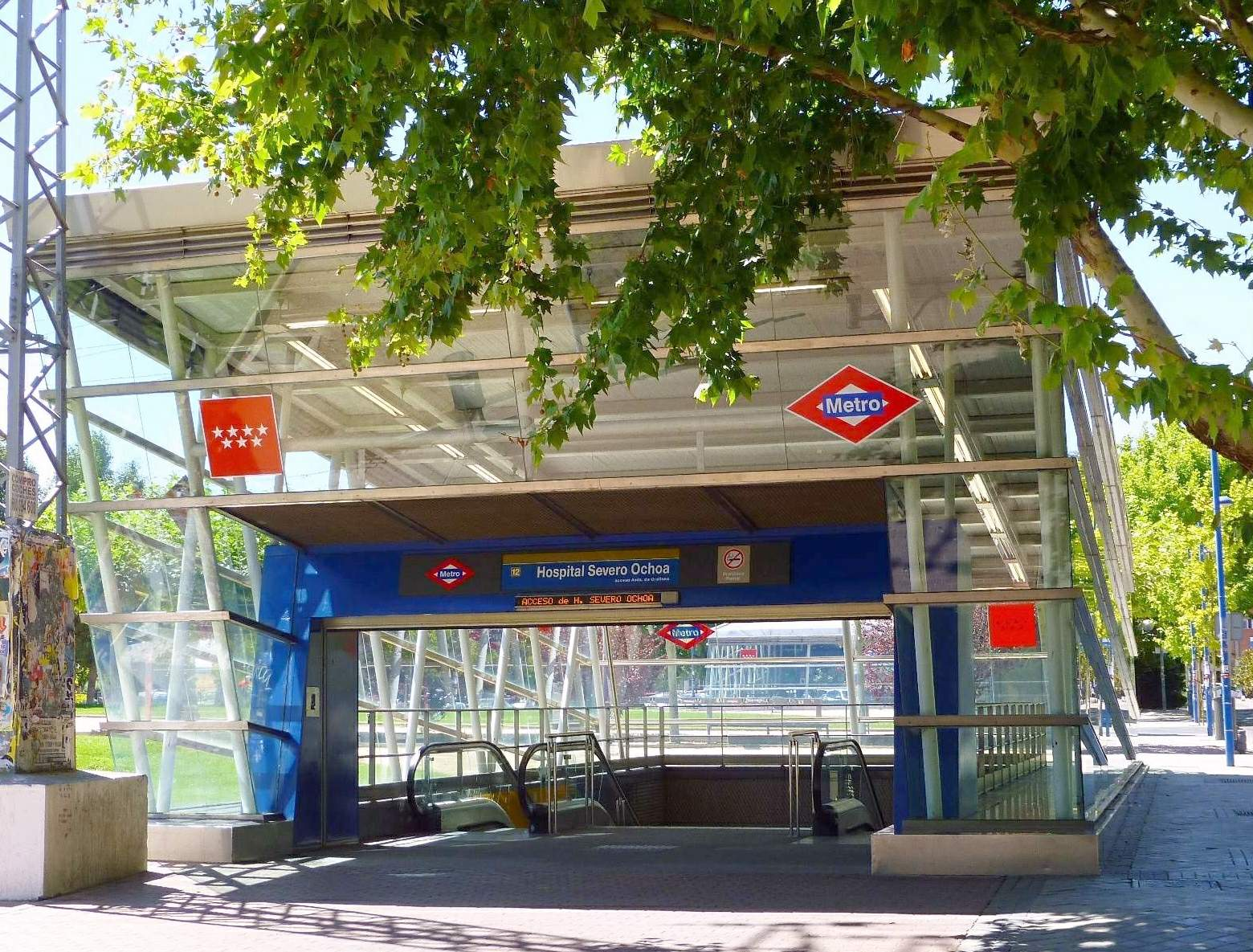
Vstup do stanice